# ایکو-ایکی

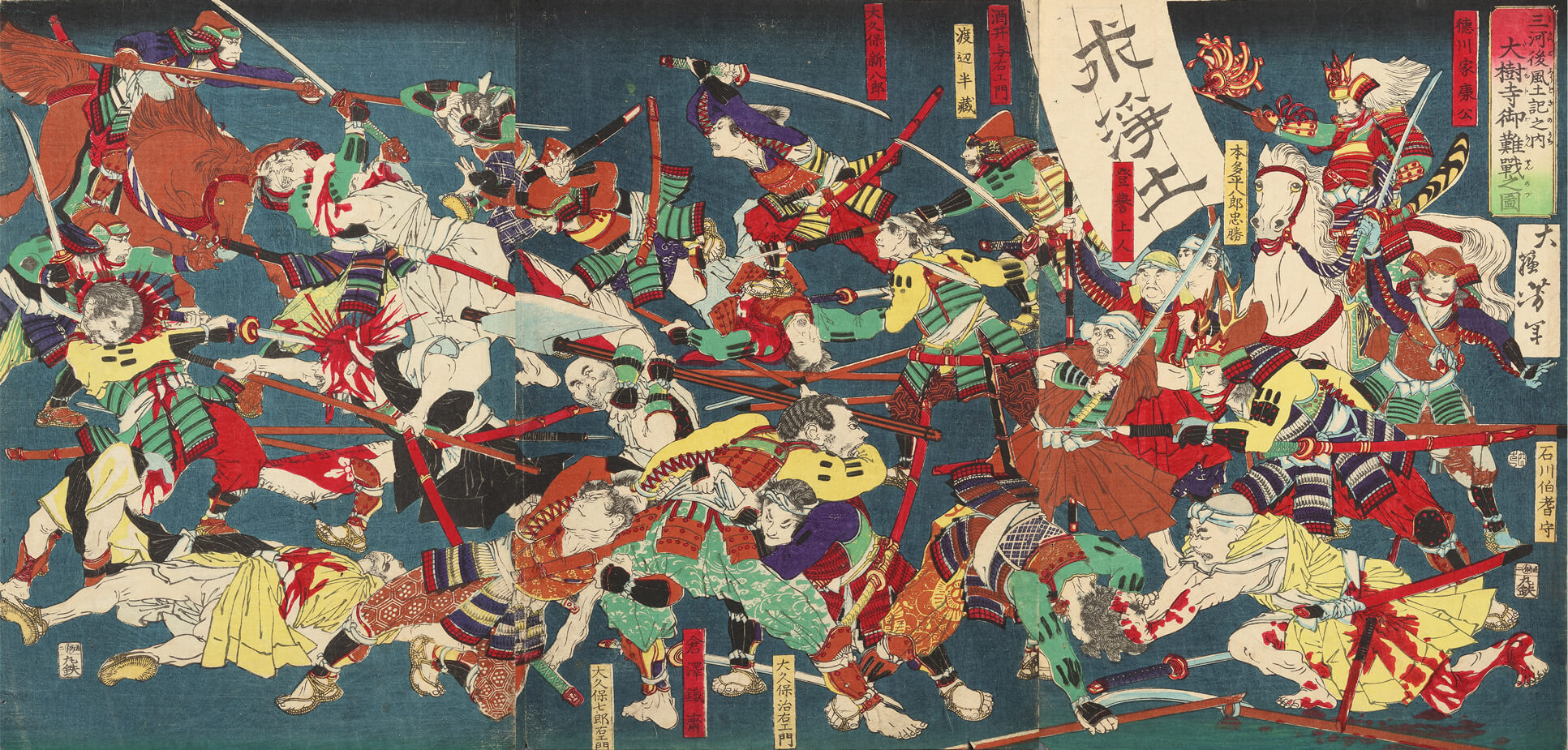
نبرد آزوکیزاکا (۱۵۶۴) یا میکاوا-ایکو-ایکی شورش علیه توکوگاوا ایه‌یاسو در سال (۱۵۶۴)

ایکو-ایکی (به ژاپنی: 一向一揆، Ikkō-ikki) نام عمومی شورش‌هایی است که در دوره سنگوکو توسط پیروان شین بودیسم رخ داد. شورش‌گران گروه‌هایی از کشاورزان، دهقانان، راهبان و صنعتگران و غیره بودند که ایکو-شو یا شاخهٔ نظامی مکتب شین بودیسم را تشکیل می‌دادند. نخستین بار در سال ۱۴۸۸ میلادی با سرنگونی امیر ولایت کاگا قدرت این گروه آشکار شد. همان‌طور برای باز پس‌گیری بخشی از ولایت اچیزن که توسط خاندان آساکورا ربوده شده بود، ده‌ها شورش پر قدرت توسط این گروه به وقوع پیوست. گسترش و شدت این شورش‌های به حدی بود که اودا نوبوناگا و هوسوکاوا هاروموتو پایه و اساس حکومت سامورایی‌ها را در تهدید دیدند و وارد نبرد با شورشیان شدند.
بزرگترین شورشی که علیه اودا نوبوناگا رخ دارد نبردهای ایشی‌یاما هونگان بود که به مدت ۱۰ سال از اکتبر ۱۵۷۰ تا اوت ۱۵۸۰ ادامه داشت. سرانجام در سال ۱۵۸۰ با شکست و خروج کننیو (۱۵۴۳–۱۵۹۲- یازدهمین نسل رهبری معبد هونگان) از این معبد، شورشیان پراکنده شدند و از آن پس بتدریج اثری از ایکو-ایکی بر جا نماند.